# 高島良介
高島 良介（たかしま りょうすけ、1990年6月7日 - ）は、キリンプロ大阪オフィスに所属していた日本の俳優。

## モデル活動

### スチール
- 保健体育教科書（光文書院、2002年）

## 出演

### ビデオパッケージ
- 任天堂（2003年）

### テレビドラマ
- 新・京都迷宮案内 第6シリーズ（テレビ朝日、2003年）
- 大奥スペシャル〜幕末の女たち〜（フジテレビ、2004年） - 小姓 役
- 11通の…出せなかったラブレター 第7通「コンプレックス」（朝日放送、2005年)

### 舞台
- あの晩、星が教えてくれた 大阪公演A公演・C公演[1]（門真市民文化会館ルミエールホール[1]、2004年） - 木村城太郎 役

### CM
- ユニバーサル・スタジオ・ジャパン
- 池田銀行